# Johann Georg Prunner (Steinmetz)

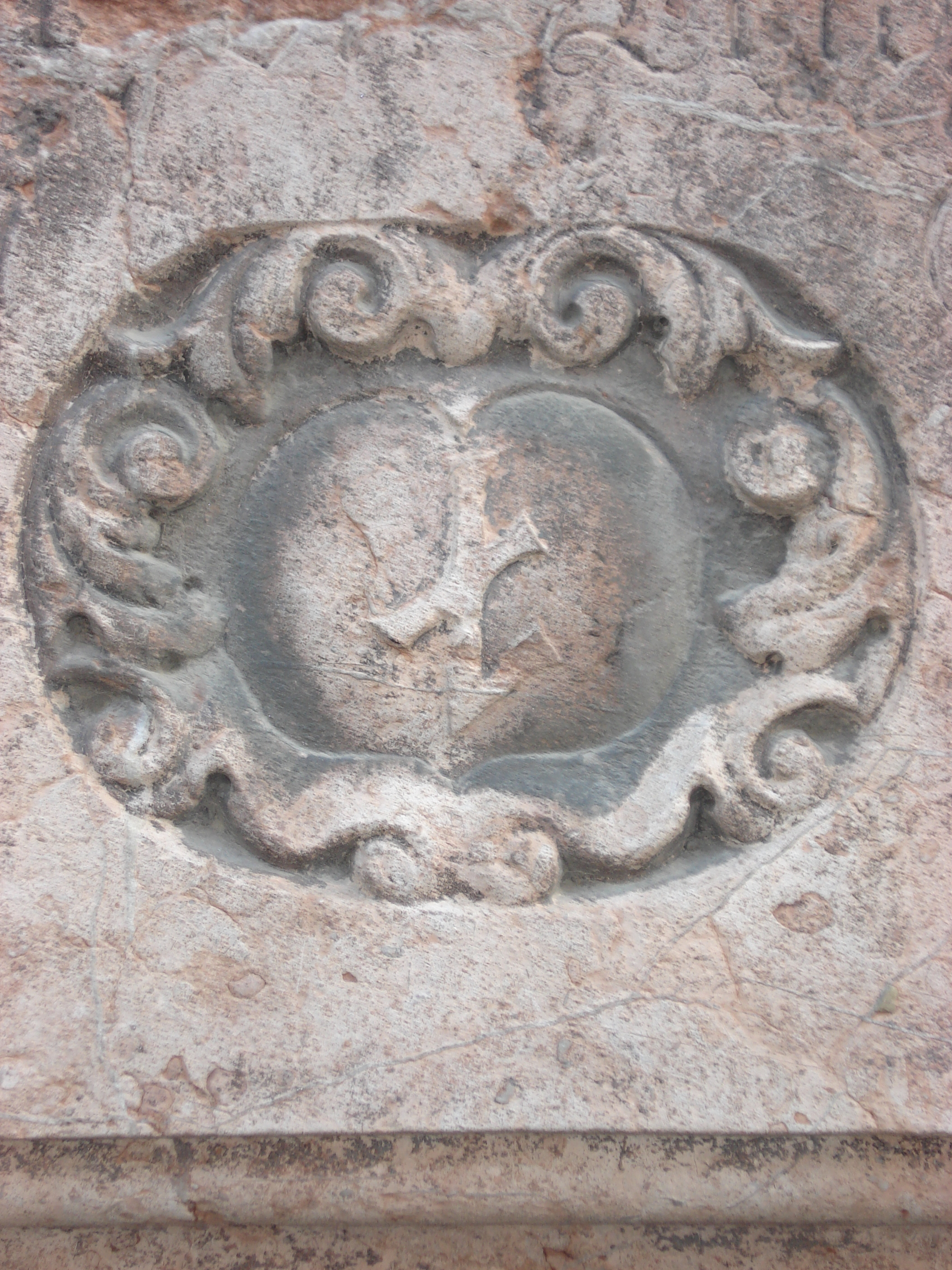
Epitaph mit Steinmetzzeichen

Johann Georg Prunner (* 1652; † 6. Mai 1701 in Wien) war ein österreichischer Steinmetzmeister und Bildhauer des Barocks.

## Leben
Johann Georgs Geburtsort ist nicht bekannt, aber er wurde in der Wiener Bauhütte zum Steinmetzgesellen ausgebildet. Die Wiener Steinmetzakten belegen .. am 17. Februar 1675 ist Jörg Prunner von Wien Bruder geworden und hat allhier bey Meister Franz Hieß gelernet. Sein Meisterstück wies er am 11. Mai 1682 vor, wegen unterschiedlicher Mängel wurden ihm 15 Reichstaler Strafe auferlegt.

## Lehrmeister
Seine ersten Lehrlinge stammten aus dem Bereich der Kaisersteinbrucher Viertellade, Mathias Glatz kam von Sommerein, den er am 1. August 1688 nach 5 Jahren Lehrzeit zum Gesellen freisprach. Am 27. Dezember 1685 nahm er Sebastian Regondi aus dem kaiserlichen Steinbruch am Leythaberg auf. Einziger Sohn von Ambrosius Regondi, dem langjährigen Richter ebendort, inzwischen verstorben. Freisprechung am 14. Januar 1691.
Am 16. Juli 1687 erhielt er das Bürgerrecht von Wien verliehen.
Am 12. April 1688 unterzeichnete er neben Veith Steinböck das Testament des Dombaumeisters Matthias Knox. Meister Knox war seit 1688 Lehrmeister des Jungen Thomas Haresleben, nach seinem Tode übernahm Meister Prunner. Freisprechung am 11. Mai 1693.

## Stift Klosterneuburg

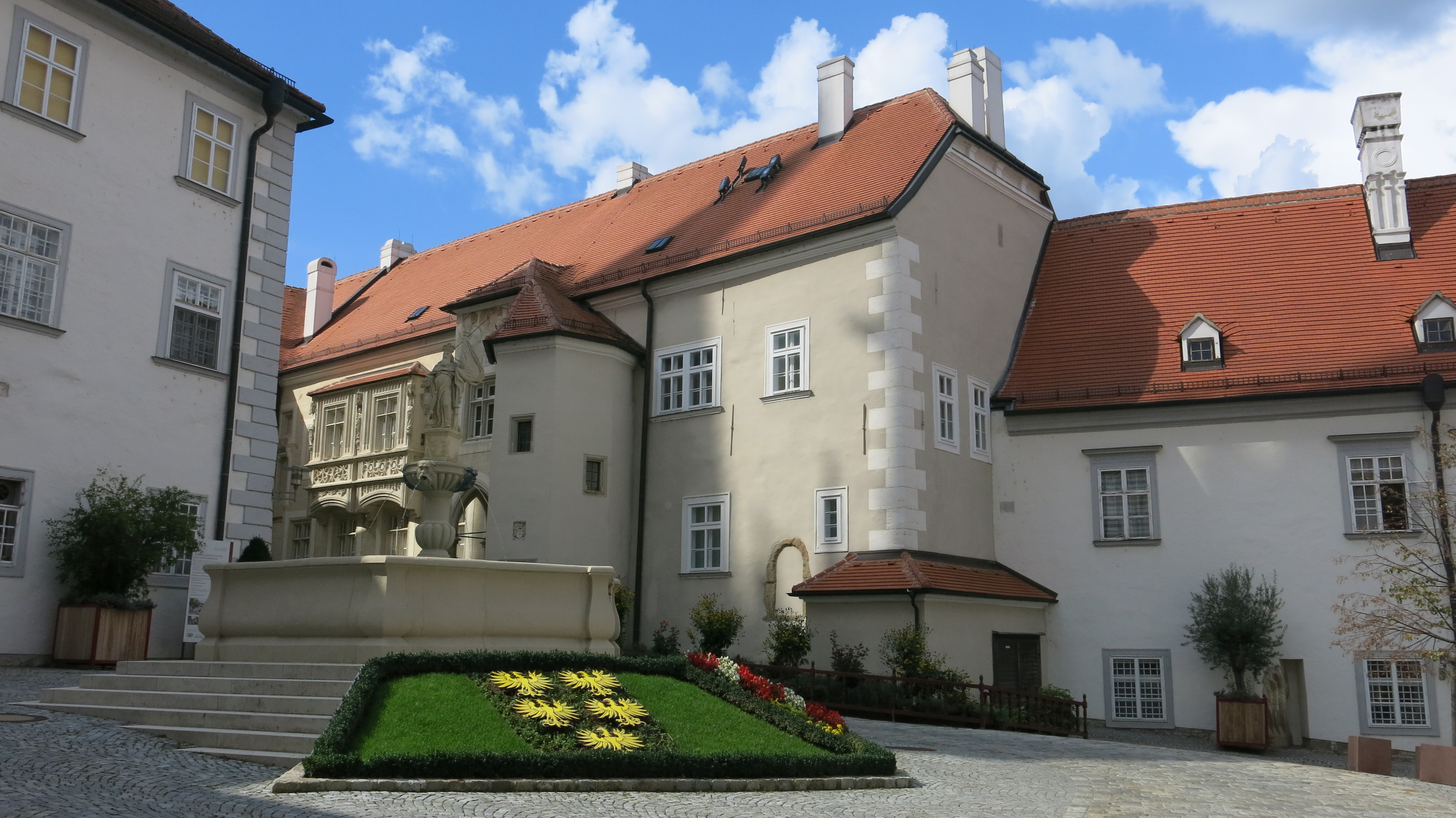
Imnmnenhof des Stiftes

Zurzeit ist lediglich dieser untergeordnete Steinmetzauftrag aus dem Jahre 1688 bekannt.
Stift Klosterneuburg .. Verzeichnis waß ich Endes Unterschriebener Ihro Gnaden Herrn Prälaten zu ClosterNeyburg an Steinmetz-Arbeit gemacht habe. Wie folgt: Erstlich sind zu dem Röhrbrunnen in dem Hof gemacht worden breite Staffel, halten alle zusammen in der Länge 42 Schuh, Breite 2 Schuh und 4 Zoll dickh von guten ungarischem harten Stein, thut .. 84 Gulden.
Mehr hat der Steinmetzmeister alle diese Staffel zum Wasser lassen hinauß führen. Für drei Fuhren bezahlt .. 1 Gulden 24 Kreuzer.
Von 1688 bis 1701 ist Johann Georg Prunner durch seine Steuerleistungen als durchschnittlich verdienender Meister einzustufen.

## Tod

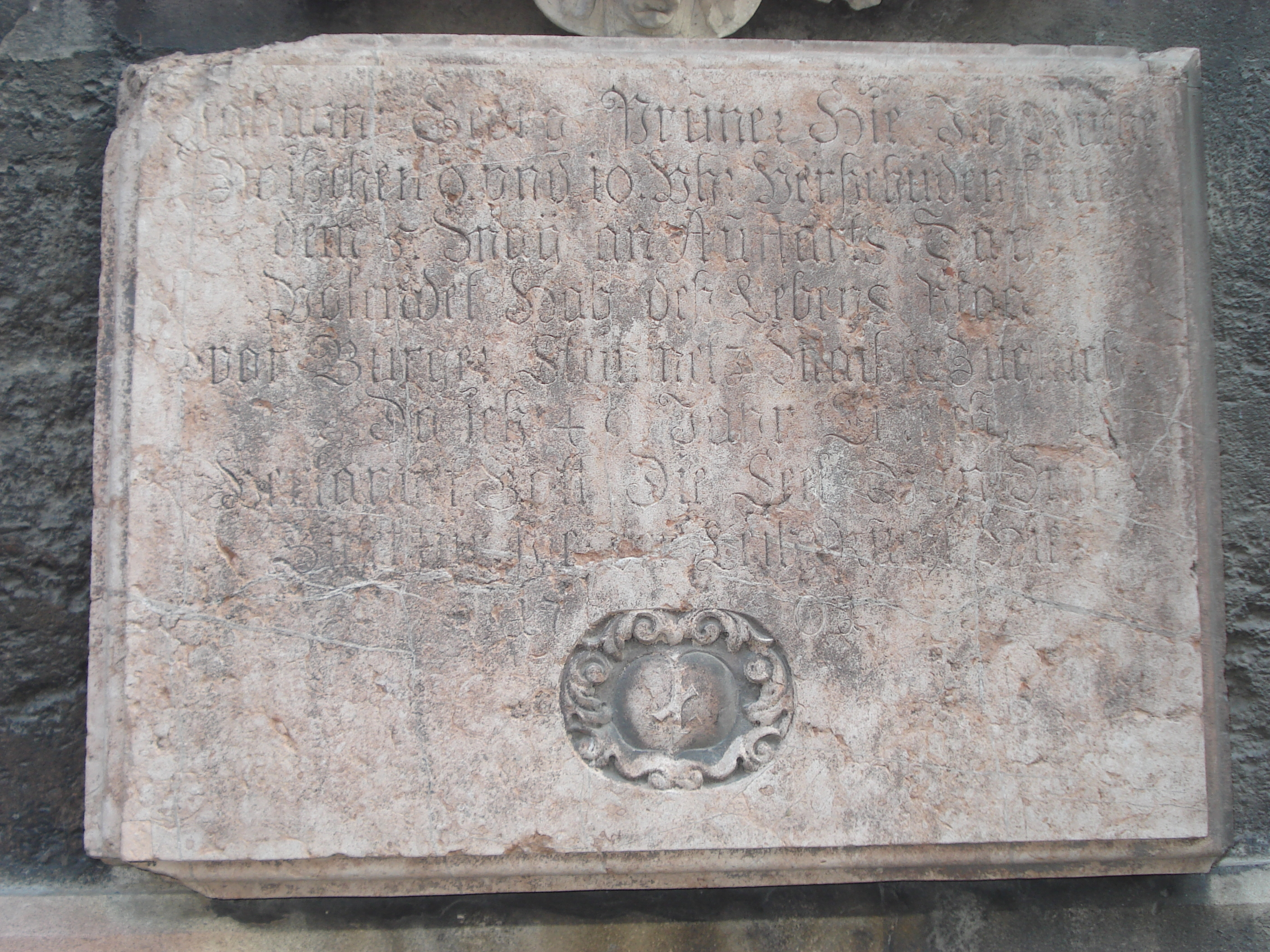
Grabplatte von Johann Georg Prunner

Sein Testament verfasste er am 26. April 1701, einige Passagen daraus .. mein toden körper .. in St. Stephans freudt hoff bey dem herundn großen kürchenthor ohne sonderbahrn gedräng ehrlich begraben werden .. meinem eheleiblichen sohn Anthoni Pruner zur vätterlichen legitima .. 1.000 Gulden.
Was von mein geringen vermögen noch übrig verbleiben möchte .. meiner geliebten Ehewirtin Maria Magdalena.
Im Totenprotokoll vom 6. Mai 1701 ist zu lesen .. der Hans Georg Brunner an dorr und lunglsucht bschaut alt 49 jahr. An der Westfassade des Stephansdomes befindet sich sein Epitaph.
Sohn Anton trat in den Benediktinerorden zu Altenburg ein. In dem erhalten gebliebenen „Reithhandler Bericht“ vom 15. Dezember 1705 ist zu ersehen .. dass der Herr Prälat Raymundus Regondi die Bezahlung solcher 1.000 Gulden begehrte.

## Witwe Maria Magdalena Prunner
Die Witwe Maria Magdalena heiratete am 18. September 1701 im Stephansdom Thomas Haresleben, einst Lehrjunge ihres verstorbenen Ehemannes. Einer der Trauzeugen war Veith Steinböck, amtierender Dombaumeister.